# Siebolds Felsflur-Sackträger
|  | Dieser Artikel wurde aufgrund von formalen oder inhaltlichen Mängeln in der Qualitätssicherung Biologie zur Verbesserung eingetragen. Dies geschieht, um die Qualität der Biologie-Artikel auf ein akzeptables Niveau zu bringen. Bitte hilf mit, diesen Artikel zu verbessern! Artikel, die nicht signifikant verbessert werden, können gegebenenfalls gelöscht werden. Lies dazu auch die näheren Informationen in den Mindestanforderungen an Biologie-Artikel. |

Siebolds Felsflur-Sackträger (Epichnopterix sieboldii, Syn.: Epichnopterix sieboldi) ist ein Schmetterling aus der Familie der Echten Sackträger (Psychidae), welcher in Teilen Mitteleuropas, Frankreich, Spanien und Griechenland vorkommt.

## Merkmale
Die Männchen dieser Art besitzen Flügel mit haardünner grauer Beschuppung und haben eine Flügelspannweite von 10 bis 14 Millimeter. Die Weibchen besitzen keine Flügel und sind beinlos.

## Lebensweise
Als Habitat bevorzugt die Art warme, trockene, oft felsige Gebiete und Wiesen. Die relativ seltene Art ist in Deutschland im Süden am häufigsten anzutreffen. Die männlichen Falter können schon Anfang April bis Ende März beobachtet werden, wie sie auf der Suche nach Weibchen umherschwirren. Die rötlich gefärbten Raupen ernähren sich von verschiedensten krautigen Pflanzen. Sie leben ebenso wie später die weiblichen Falter in einem Gespinstsack aus trockenen, parallel angeordneten Grasstücken. Die weiblichen adulten Tiere hängen wartend in ihrem Sack und versuchen Männchen anzulocken.

## Belege
1. ↑  Europäische Schmetterlinge (Seite nicht mehr abrufbar, festgestellt im Mai 2019. Suche in Webarchiven)  Info: Der Link wurde automatisch als defekt markiert. Bitte prüfe den Link gemäß Anleitung und entferne dann diesen Hinweis., Epichnopterix sieboldii; Abschnitt Vorkommen – Lebenszyklus, Fluggebiet und Verbreitung
2. 1 2  Heiko Bellmann: Steinbachs Naturführer. Schmetterlinge.Ulmer, Stuttgart (Hohenheim), 2010, ISBN 978-3-8001-4653-6, S. 24